# Jean-Claude Reynal
Pour les articles homonymes, voir Reynal.
 (juillet 2025).
Si vous disposez d'ouvrages ou d'articles de référence ou si vous connaissez des sites web de qualité traitant du thème abordé ici, merci de compléter l'article en donnant les références utiles à sa vérifiabilité et en les liant à la section « Notes et références ».
Jean-Claude Reynal, 18 février 1938 à Bordeaux - 19 mars 1988 à Bordeaux, est un artiste graveur français.

## Biographie
Jean-Claude Reynal fait ses études à l'École des beaux-arts de Bordeaux de 1953 à 1959 où il reçoit le 1er prix de gravure. 
En 1965, grâce à une bourse du ministère des Affaires étrangères, il séjourne trois mois à l'Atelier Nord à Oslo qui réunit d'abord des artistes de tous horizons. Cet atelier fondé par Reidar Rudjord et Anne Breivik, a pour but la recherche permanente, l'entraide et l'échange d'informations professionnelles.
Il est professeur au musée des arts décoratifs de Paris de 1965 à 1988.
Son œuvre, après un début d'une inspiration assez naturaliste, reprend les techniques apprises auprès de Stanley William Hayter, dont il est l'assistant à l'Atelier 17, de 1965 à 1966. Dès 1965, ses gravures sont souvent abstraites et peuvent présenter des formats assez importants pour cette technique. Novateur, il utilise au départ, des couleurs primaires et des gaufrages pour animer la surface du papier. Certaines gravures sont d'ailleurs uniquement constituées de ces reliefs accentués et sont presque blanches, voire totalement blanches. Des œuvres sont réalisées à l'aide d'une fraiseuse électrique et dans ce cas l'impression se fait sur papier vélin de Hollande qui l'intéresse pour sa rigidité et son extrême blancheur.
En 1987, il fait don d'une partie de son œuvre au Musée des arts décoratifs de Paris.

## Localisation des gravures de l'artiste
- Belgique :
  - Bruxelles : Bibliothèque royale de Belgique
- Canada :
  - Québec : Musée national des beaux-arts du Québec[2]
- France :
  - Bordeaux :
    - Musée des beaux-arts
    - Bibliothèque municipale, Cabinet des estampes

  - Paris :
    - Bibliothèque nationale de France
    - Fonds national d'art contemporain (FNAC)
    - Fonds municipal d'art contemporain de la Ville de Paris
    - Musée des arts décoratifs

  - Strasbourg : Cabinet des estampes
- Norvège :
  - Oslo : Atelier Nord
- Royaume-Uni :
  - Londres : British Museum
  - Bradford : Bradford's Museum's and Galleries